# Zegama
Zegama là một đô thị trong tỉnh Guipúzcoa thuộc cộng đồng tự trị Xứ Basque, Tây Ban Nha. Dân số khoảng 1.300 người, diện tích khoảng 35 km² và cao 296 m trên mực nước biển.